# Reichsmarine
Reichsmarine war die Bezeichnung der Marine des Deutschen Reichs in der Zeit vom 1. Januar 1921 bis zum 31. Mai 1935. Sie bildete einen Teil der Reichswehr. Nach Gründung der Wehrmacht wurde sie am 1. Juni 1935 in Kriegsmarine umbenannt.
Bereits die während der bürgerlich-demokratischen Revolution von 1848/49 am 4. Juni 1848 von der Frankfurter Nationalversammlung gegründete Marine war in einigen Dokumenten als Reichsmarine bezeichnet worden. Um Verwechslungen zu vermeiden, benutzen Historiker inzwischen den Begriff Reichsflotte für die Marine von 1848.

## Vorläufige Reichsmarine
Auf Grund des Gesetzes, das die Nationalversammlung am 16. April 1919 billigte, hieß die deutsche Marine Vorläufige Reichsmarine. Sie war nach der Beendigung des Ersten Weltkrieges aus der Kaiserlichen Marine des Deutschen Kaiserreichs hervorgegangen. Zu den Aufgaben der Reichsmarine gehörten Küstensicherung, Fischereischutz, Minenräumen, Seepolizei und Unterstützung der Handelsschifffahrt. 1919 ging die Führung der Marine vom bis dahin bestehenden Reichsmarineamt auf die neue Admiralität über. Die Flagge der vorläufigen Reichsmarine war identisch mit der Flagge der Kaiserlichen Marine.
Die kurze Periode der Vorläufigen Reichsmarine war bestimmt von einer Anzahl wichtiger Ereignisse und Entwicklungen der deutschen Geschichte, an denen sie direkt oder indirekt beteiligt war:
- Die Deutsche Revolution 1918–1919,
- die Ablieferung und spätere Selbstversenkung der Hochseeflotte,
- die Unterzeichnung des Versailler Vertrages,
- den Kapp-Putsch

### Revolution und Kapp-Putsch

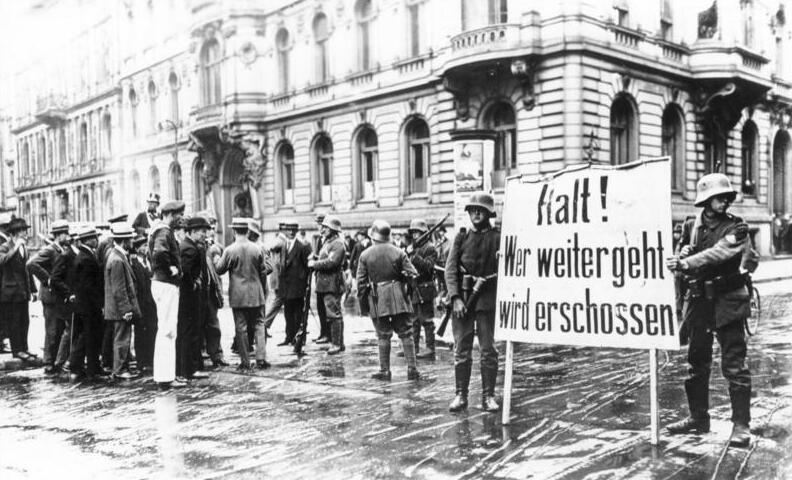
Angehörige der Marinebrigade Ehrhardt als Teilnehmer beim Kapp-Putsch

Die Novemberrevolution 1918, ausgelöst durch den Kieler Matrosenaufstand der Hochseeflotte, und die Internierung der Hochseeflotte in Scapa Flow führten zum inneren Zusammenbruch der deutschen Seestreitkräfte. Linke, häufig kommunistische Mannschaften und konservativ-monarchistische Offiziersgruppen rotteten sich gleichermaßen als Freischaren zusammen. Die kommunistischen Matrosen bildeten die Volksmarinedivision, die konservativen Kräfte mehrere Verbände, darunter die Marinebrigaden Ehrhardt und Loewenfeld, die anfangs vorwiegend aus Berufssoldaten bestanden.
Beide Seiten beteiligten sich an blutigen Kämpfen und Gewalttaten. Die Volksmarinedivision wurde im März 1919 aufgelöst, die Marinebrigaden erst nach dem Kapp-Putsch im März 1920, an deren Zustandekommen sie wesentlich beteiligt waren. Einer der Auslöser war der Befehl des Reichswehrministers Gustav Noske, die Marinebrigaden aufzulösen. Die Brigade Ehrhardt unterstützte den Kapp-Putsch und besetzte Berlin. Der Chef der Admiralität, Vizeadmiral von Trotha erklärte, die Marine stehe der neuen Regierung zur Verfügung. Damit hatte er die Vorläufige Reichsmarine außerhalb der Verfassung gestellt. In den kommenden Jahren sah sie sich von rechts dem Vorwurf des Matrosenaufstands und der Novemberrevolution ausgesetzt, von liberaler und linker Seite dem des Verfassungsbruchs.

### Selbstversenkung der Hochseeflotte und Versailler Vertrag
Ein weiteres wesentliches Ereignis in der kurzen Geschichte der Vorläufigen Reichsmarine war die Selbstversenkung der Hochseeflotte in Scapa Flow am 21. Juni 1919. Die Schiffe hätten gemäß den Bestimmungen des Versailler Vertrages den Alliierten ausgeliefert werden sollen. Als Entschädigung für diese Verluste verlangten die Alliierten die Auslieferung weiterer deutscher Kriegsschiffe, die auf deutscher Seite schon für den Aufbau einer neuen Flotte vorgesehen waren.
Der Vertrag von Versailles begrenzte die Größe und Bewaffnung der deutschen Streitkräfte. Danach durfte die Marine 6 Linienschiffe (plus 2 in Reserve), 6 Kreuzer (plus 2 in Reserve), 12 Zerstörer (plus 4 in Reserve), 12 Torpedoboote (plus 4 in Reserve), 38 Minensuchboote, Sperrübungsfahrzeuge ohne Beschränkung, 8 Tender und Bewacher, 8 Fischereischutzboote, 2 Vermessungsschiffe, 6 Peilboote und 1 Segelschulschiff besitzen. Ersetzt werden durften die alten Schiffe erst nach einer Dauer von 20 Jahren (die großen Einheiten) oder 15 Jahren (die kleineren Einheiten). Neubauten und Schiffskäufe im Ausland waren genauso wie der Besitz von U-Booten verboten. Sperrübungsfahrzeuge und unbewaffnete Einheiten unterlagen keiner zahlenmäßigen Beschränkung. Eine ganze Flotte von U-Bootzerstörern, Leichten Minensuchbooten und Flachgehenden Räumbooten überließ die Marine daher in abgerüstetem Zustand dem Reichswasserschutz, von dem sie die Boote später zum Teil wieder zurück erwarb. Die Personalstärke der Reichsmarine durfte 15.000 Mann nicht überschreiten.

### Erhalt einer eigenständigen Marine
Aufgrund der Ereignisse am Ende des Ersten Weltkriegs und in der Revolutionszeit war das Ansehen der Marine auf einen Tiefpunkt gesunken. Die Selbstversenkung der Hochseeflotte hatte allerdings dazu beigetragen, die konservative Öffentlichkeit wenigstens teilweise mit der Marine zu versöhnen. Angesichts der strengen Beschränkungen des Versailler Vertrages für deutsche Streitkräfte kam auch ein gänzlicher Verzicht auf eine eigene Marine – wie vereinzelt diskutiert – nicht in Frage, da sich das Reich damit selber noch weiter geschwächt hätte.
Die Aufgaben der Reichsmarine waren zunächst nur in einer Denkschrift der Marineleitung aus dem Jahr 1920 festgelegt und entsprachen denen der Vorläufigen Reichsmarine (s. o.). Sie waren stark von den Notwendigkeiten der unmittelbaren Nachkriegszeit geprägt. Polizei- und Ordnungsaufgaben standen gegenüber der eigentlichen Verteidigungsaufgabe im Vordergrund. Erst nach einigen Jahren wurde die seeseitige Verteidigung des Reiches wieder stärker betont.

## Reichsmarine
Mit dem Wehrgesetz vom 23. März 1921 erfolgte die Umbenennung in Reichsmarine (RM) rückwirkend zum 1. Januar 1921. Zugleich wurde die endgültige Organisation als Teil der Reichswehr festgelegt. Oberbefehlshaber aller Streitkräfte war der Reichspräsident. Unter ihm besaß der Reichswehrminister Befehlsgewalt über die Reichswehr. Ihm unterstanden die Chefs der Heeresleitung und der Marineleitung nebeneinander als militärische Befehlshaber. Die bis 31. Dezember 1921 verwendete Kriegsflagge des Kaiserreichs wurde abgelöst durch die Kriegsflagge der Reichsmarine: schwarz-weiß-rote Balken, in der Mitte ein eisernes Kreuz und im Liek (Ecke oben links) die schwarz-rot-goldenen Reichsfarben der Republik. Die Farben im Liek wurden 1933 wieder entfernt.

### Aufgaben der Reichsmarine
Die operativen Erwägungen der Marineleitung befassten sich – bedingt durch die Abtrennung von Ostpreußen und der Freien Stadt Danzig – zunächst mit Polen. Danach wurde der „Erbfeind“ Frankreich mit einbezogen. Im Falle eines Bündnisses beider Gegner entstünde eine gefahrvolle Zweifronten-Situation. Ein Konflikt mit Großbritannien erschien undenkbar. Er hätte die Marineleitung in eine ausweglose Lage geführt. Selbst Admiral Erich Raeder lehnte es offiziell strikt ab, die Marine auf diesen Fall vorzubereiten oder ihn auch nur durchzuspielen. Allerdings äußerte er in einer Unterredung mit Reichskanzler Hitler am 27. Juni 1934 die Auffassung, „dass die Flotte später doch gegen England entwickelt werden müsse, dass daher von 1936 an die großen Schiffe mit 35cm Geschützen“ bewaffnet werden müssten, um den Einheiten der King George-Klasse gewachsen zu sein. Damit offenbarte sich nach Auffassung Gerhard Schreibers schließlich doch wieder die Kontinuität antibritischen Denkens seit der Tirpitz-Zeit.
Ein Zusammenschluss Frankreichs mit der Sowjetunion hingegen erschien von Anfang an wieder als eine denkbare Gefahr. Frankreichs Marine war erheblich stärker als die deutsche und konnte die Seewege in der Nordsee blockieren. Das Gleiche galt bei einem Bündnis französisch-sowjetischer Seestreitkräfte für die Ostsee. Deshalb konzentrierten sich die deutschen Rüstungsplanungen spätestens ab Mitte der 1920er Jahre darauf, dieser Bedrohung entgegenzutreten.
Erst 1928 erließ der neue Reichswehrminister Wilhelm Groener operative Vorgaben für Heer und Marine. Von der Marine wurde unter anderem gefordert, dass sie in der Lage sein musste, die polnische Marine innerhalb von 72 Stunden vernichtend zu schlagen und den Stützpunkt Gdingen auszuschalten. Damit wollte man im Fall eines Grenzkonflikts mit Polen, wie es ihn in der direkten Nachkriegszeit gegeben hatte, ein abschreckendes Signal geben können.

### Organisation

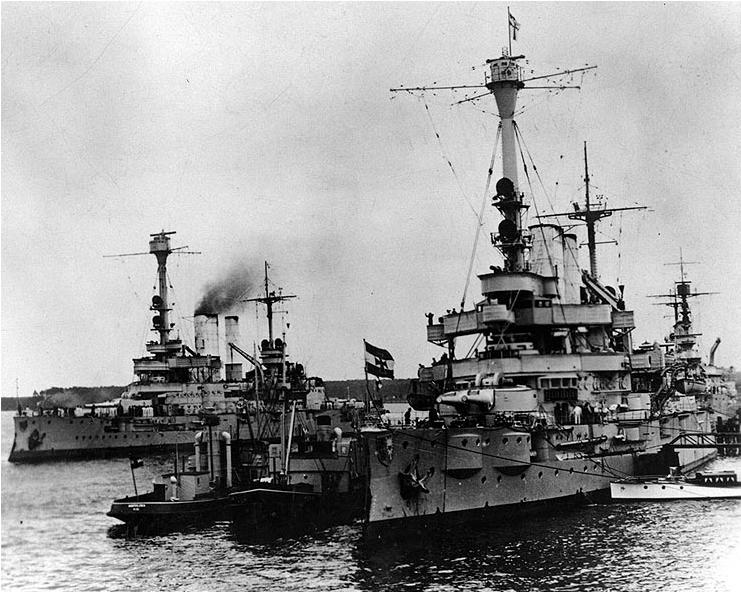
Die alten Linienschiffe Schleswig-Holstein (vorn), Schlesien (links) und Hessen etwa 1930. Diese bereits 1919 veralteten Schiffe bildeten lange Zeit den Kern der Reichsmarine.

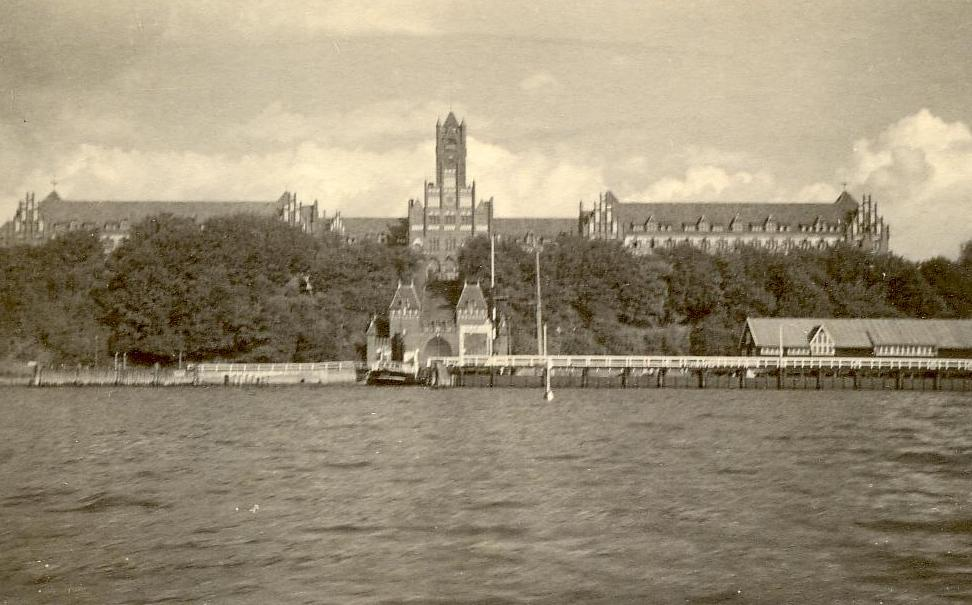
Die 1910 errichtete Marineschule Mürwik im Jahr 1929

Nach dem Ersten Weltkrieg wurde das Reichswehrministerium in Berlin als oberste Reichsbehörde für die Reichswehr geschaffen. Im Ministerium bestand neben der Heeresleitung die Marineleitung als oberste Kommandostelle der Reichsmarine. An ihrer Spitze stand der Chef der Marineleitung. Ihm waren unterstellt (Stand 1930/31):
- Flottenkommando geführt vom Flottenchef (Flottenflaggschiff Linienschiff Schleswig-Holstein in Kiel, dazu Flottentender Hela)
  - Befehlshaber der Linienschiffe (B.d.L.) (Flaggschiff Linienschiff Schlesien in Wilhelmshaven)
    - Linienschiffe Hannover, Hessen, Schleswig-Holstein, Schlesien
    - Flottentender Meteor, Peilboote II und V

  - Befehlshaber der Aufklärungsstreitkräfte (B.d.A.) (Flaggschiff Leichter Kreuzer Königsberg in Kiel)
    - Leichte Kreuzer Emden, Köln, Königsberg, Leipzig
    - I. Torpedobootsflottille (Swinemünde)
    - II. Torpedobootsflottille (Wilhelmshaven)
    - 1. Minensuchhalbflottille (Kiel)
- Kommando der Marinestation der Ostsee (Kiel)
  - Küstenverteidigung der Ostsee
    - Marineartillerieabteilungen I. (Kiel), III. (Swinemünde) und V. (Pillau)
    - Kommandanturen in Swinemünde und Pillau

  - Schiffsstammdivision der Ostsee (S.D.O.)
    - Fahrzeugverband der Ostsee in Kiel mit Stationstender Nordsee

  - Küstennachrichtenwesen der Ostsee
  - Inspektion des Bildungswesens der Marine (B.I.)
    - Marineschulen in Flensburg-Mürwik, Friedrichsort und Kiel-Wik
    - Marinefachschulen
    - Marinearchiv (Berlin)
    - zeitweilig unterstellte Schulkreuzer
    - Segelschulschiff Niobe

  - Inspektion des Torpedo- und Minenwesens (T.M.I.)
    - Torpedoversuchsanstalt (T.V.A.) in Eckernförde
    - Torpedo- und Nachrichtenschule (T.N.S.) in Flensburg-Mürwik
    - Torpedolaboratorium in Kiel
    - Nachrichtenmittelversuchsanstalt (N.V.A.) mit Funkversuchsstelle in Pelzerhaken, dazu Versuchsboot Grille
    - Sperrversuchskommando (S.V.K.) in Kiel, dazu Versuchsverband mit Nautilus, Pelikan, S 23, T 155
    - Sperrabteilung in Kiel mit Sperrschule und Sperrverband
- Kommando der Marinestation der Nordsee (Wilhelmshaven)
  - Küstenverteidigung der Nordsee
    - Marineartillerieabteilungen II. (Wilhelmshaven), IV. (Cuxhaven) und VI. (Emden)

  - Schiffsstammdivision der Nordsee (S.D.N.) in Wilhelmshaven
    - Fahrzeugverband der Nordsee mit Stationstender Frauenlob, Fischereischutzbooten Zieten, Elbe, Weser

  - Küstennachrichtenwesen der Nordsee
  - Inspektion der Marineartillerie (A.I.)
    - Artillerieversuchskommando für Schiffe (A.V.K.S.) in Wilhelmshaven
    - Schiffsartillerieschule (S.A.S.) in Kiel mit Schulbooten Drache, Hay, Delphin
    - Küstenartillerieschule (K.A.S.) in Schillig und Wilhelmshaven mit Versuchskommando und Schulboot Fuchs

  - Marinedepotinspektion (D.I.) in Wilhelmshaven
    - Marineartilleriedepots in Wilhelmshaven, Cuxhaven, Borkum, Pillau, Swinemünde und Kiel-Dietrichsdorf
    - Marinesperrdepots in Wilhelmshaven, Grauerort, Kiel-Dietrichsdorf und weiteren Zweigstellen
    - Marineschießplatz in Altenwalde
- Reichsmarinewerft in Wilhelmshaven, außerdem Marinearsenal, technische Institute, Verwaltungsbehörden und Marinelazarette
- Reichsmarinedienststellen in Hamburg (ab 1931 als Reichswehrdienststelle Hamburg in den Wehrkreis II abgegeben, 1935 als Kriegsmarinedienststellen wieder der Marine zugeordnet), Bremen, Stettin und Königsberg

### Umfang und Ausrüstung
→ Artikel: Liste von Schiffen der Reichsmarine

Der Kleine Kreuzer Amazone, Baujahr 1900, tat in der Reichsmarine Dienst bis 1929 und wurde durch den Leichten Kreuzer Köln ersetzt.

Der Versailler Vertrag (siehe oben) begrenzte die Größe und Bewaffnung der Reichsmarine und hinderte sie an der Einführung neuer Technologien. Die Siegermächte wollten dafür sorgen, dass für sie nicht wieder eine deutsche Marine zur Bedrohung werden konnte. Andererseits hatten sie darauf geachtet, dass die Reichsmarine auf absehbare Zeit die stärkste Macht in der Ostsee sein würde, um der mit Misstrauen beobachteten neuen Sowjetunion ein Gegengewicht entgegenzusetzen. Zugleich bemühten sich die Großmächte, das gegenseitige Wettrüsten einzudämmen. Am 12. November 1921 wurde in Washington eine „Konferenz über Fragen der Seerüstung“ geführt. Dort regelten die Großmächte die Stärke ihrer Flotten im Verhältnis zueinander und definierten zu diesem Zweck auch Deplacement und Bewaffnung der schweren Kriegsschifftypen.
Die Reichsmarine konnte 1922 personell tatsächlich nicht über mehr als 2 Linienschiffe, 5 Kreuzer und eine Anzahl von Hilfsschiffen verfügen. Deshalb war man bemüht, die Besatzung der Kriegsschiffe zu verkleinern und technischen Fertigkeiten durch intensive Ausbildung der nur noch aus lange dienenden Soldaten bestehenden Besatzungen zu erhöhen. Bis 1924 überwachte eine Interalliierte Militär-Kontrollkommission (NIACC) unter einem britischen Seeoffizier die Abrüstung der Marine und die Einhaltung der Fristen für Ersatzbauten. Nur schleppend ließ sich die Reichsmarine dazu bewegen, alle überzähligen Schiffe auszumustern und ans Reichsschatzamt zu geben, das die Veräußerung der Fahrzeuge übernahm. Immer wieder kam es zu Umklassifizierungen und Umbenennungen, was es der Kontrollkommission schwer machte, die Einhaltung der Bestimmungen zu überwachen.

#### Ersatzbauten für überalterte Schiffe
Ab 1925 erfolgten die ersten Kriegsschiff-Ersatzbauten. Ein langfristiger Schiffbauplan wurde wegen der Bindungen an Versailles nicht aufgestellt. Aber die deutsche Marine profitierte von dem in Washington festgelegten Typdeplacement. Hierbei gab man das Gewicht des ganzen Schiffes an, jedoch ohne Brennstoff und Kesselspeisewasser. Außerdem benutzte man die long ton zu 1016 kg. In Deutschland hatte man bis dahin die Wasserverdrängung für das voll ausgerüstete Schiff angegeben und immer in metrischen Tonnen zu 1000 kg gerechnet. Nun ging man dazu über, statt genieteter geschweißte Kriegsschiffe zu bauen, und dadurch bei gleicher Tonnage erheblich Raum zu gewinnen.
Der erste große Ersatzbau war der Leichte Kreuzer Emden (Kreuzer A), der bereits 1921 in Auftrag gegeben und 1925 in Dienst gestellt werden konnte. 1924 gelang es, die Genehmigung des Reichstags zur Beschaffung von vier weiteren Leichten Kreuzern (K-Kreuzer) und zwölf Torpedobooten der Raubvogel- und Raubtier-Klasse
zu bekommen.

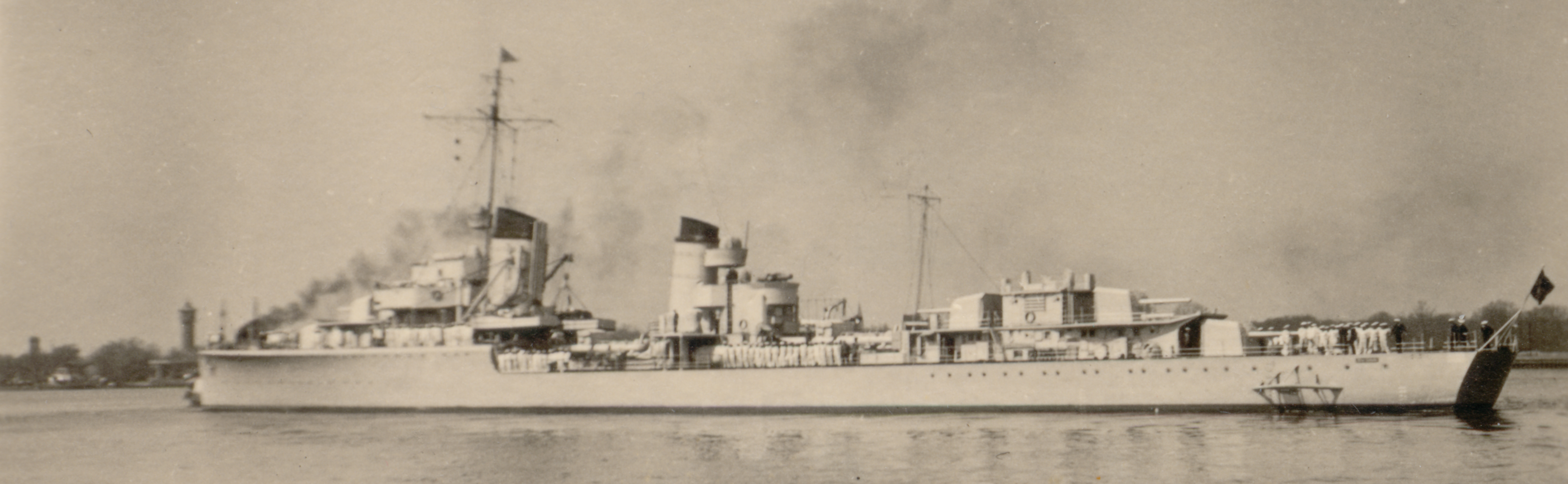
Moderne Zerstörer wie Z 3 Max Schultz wurden von der Reichsmarine entwickelt, liefen aber erst später zu

Erst 1928, unter Admiral Raeder als neuem Chef der Marineleitung, wurde ein Ersatzbauprogramm in Angriff genommen und 1932 ein Umbauplan genehmigt. So begann die Marine mit dem Bau von Panzerschiffen bereits 1929 und mit dem Bau von Motortorpedobooten (unter der Tarnbezeichnung Schnellboote) und von Räumbooten (unter der Bezeichnung Sperrübungsfahrzeuge) ab 1930.

#### Geheime Rüstungsprojekte
Die Reichsmarine versuchte, den Versailler Rüstungsbeschränkungen mit geheimer Aufrüstung zu begegnen. Diese Rüstungsaktivitäten brachten die Reichsmarine immer wieder in die Schlagzeilen. Aus dem Gesamthaushalt der Reichswehr in Höhe von 210 Millionen Reichsmark standen der Marine 23 Millionen RM zur Verfügung. Offiziell waren damit keine hochtechnischen Neuerungen zu finanzieren. Doch der Verkauf von zu vernichtenden Rüstungsgütern ins Ausland brachte der Marine versteckte Einnahmen für ihre inoffiziellen Programme („B-Haushalt“). Auf diese Weise betrieb die Marine im großen Stil illegale Rüstungsprojekte. Insbesondere an deutschen U-Boot-Bauplänen bestand großes Interesse im Ausland. Seit 1922 arbeitete ein geheimes deutsches Konstruktionsbüro, das Ingenieurskantoor voor Scheepsbouw in Den Haag, dennoch konnten erst 1928 zwei Boote an die Türkei und 1930 weitere Boote an Finnland geliefert werden.

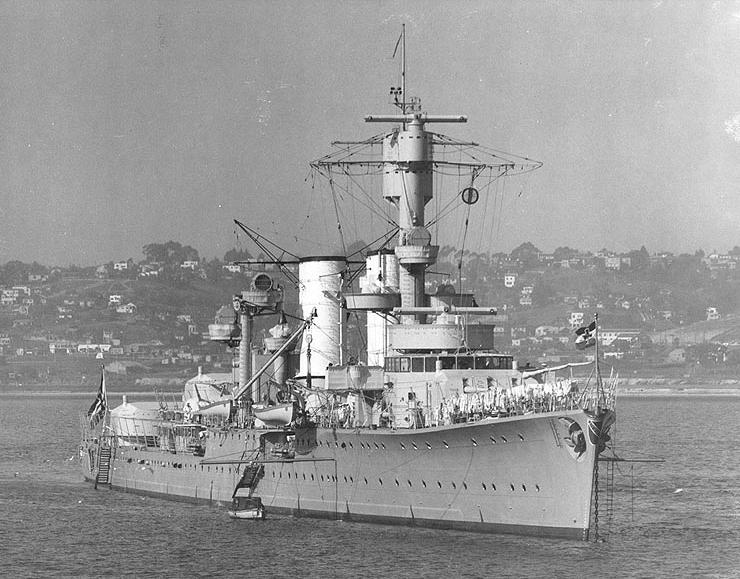
Der 1929 in Dienst gestellte neue Kreuzer Karlsruhe, der von der Reichsmarine vorwiegend als Schulschiff eingesetzt wurde

Die Koordination dieser Aktivitäten in der Marineleitung oblag der Seetransportabteilung unter Kapitän zur See Walter Lohmann, da sein Ressort dafür die besten Tarnungsmöglichkeiten bot. Lohmann hatte für die Ergänzung von Seekriegsmitteln, unter anderem Minen, Schnellboote, Flugzeuge, zu sorgen und gründete zu diesem Zweck ein weit verbreitetes Netz privatrechtlicher Firmen und Unternehmungen. Im Zusammenhang mit der Diskussion über den Bau von neuen Panzerschiffen kamen seine Aktivitäten im Herbst 1927 an die Öffentlichkeit. Die so genannte Lohmann-Affäre brachte die Marine wieder in die negativen Schlagzeilen. Reichswehrminister Geßler musste zurücktreten und der Chef der Marineleitung, Admiral Zenker, wurde von Geßlers Nachfolger Wilhelm Groener entlassen.
Für die Marinefliegerei war in der Marineleitung die Luftschutzgruppe SB X zuständig. Bis zum Ende der Weimarer Republik bestand die Reichsmarine auf speziellen Flugzeugtypen und einer eigenen Organisation. SB X unterhielt eine eigene Erprobungsstelle für Flugzeuge und beteiligte sich auch an der Pilotenausbildung in Lipezk. Im Etat des Reichsverkehrsministeriums hatte die Reichsmarine in gleicher Weise wie das Heereswaffenamt Mittel für die Entwicklung von Flugzeugen zur Verfügung.

#### Die Panzerschifffrage
Angesichts der Überalterung der verbliebenen Linienschiffe und der Notwendigkeit, der französischen Marine mit einigen modernen Kampfschiffen entgegentreten zu können, verfolgte die Marine die Absicht, in dem vom Versailler Vertrag zugelassenen Umfang Schiffe eines neuartigen Typs Panzerschiff zu bauen. Es sollte ein Schiff entstehen, das nach den Bestimmungen des Washingtoner Flottenabkommens als Kreuzer einzustufen war, jedoch hinsichtlich Bewaffnung und Panzerung ein kleines Schlachtschiff war. Es sollte schneller als herkömmliche Schlachtschiffe und stärker als die schnelleren Kreuzer anderer Nationen sein. Die Verdrängung sollte 10.000 ts betragen. Zunächst sollte ein Schiff beschafft werden.
Nach der Lohmann-Affäre schien zunächst jegliche politische Zustimmung für dieses Projekt verloren zu sein. Die SPD bestritt mit der Parole "Panzerschiff oder Kinderspeisung" 1928 einen erfolgreichen Wahlkampf und wurde stärkste Fraktion im Reichstag. Der von ihr gestellte Reichskanzler Hermann Müller war aber bereit, das Projekt zu stützen, um mit den bürgerlichen Parteien eine Koalition bilden zu können. Deshalb wurde der Bau des Panzerschiffs A im August 1928 mit den Stimmen der SPD im Reichstag beschlossen. Das Schiff lief 1931 unter dem Namen Deutschland vom Stapel.
In den Jahren 1931 und 1932 gelang es dem seit 1928 amtierenden Chef der Marineleitung Admiral Raeder, auch die Genehmigung für den Bau eines zweiten und dritten Panzerschiffs im Reichstag zu erwirken, da diese Zahl als das Minimum dessen angesehen wurde, was notwendig war, die französische Marine an einer Blockade der deutschen Küsten abzuhalten.

## Übergang zur Kriegsmarine

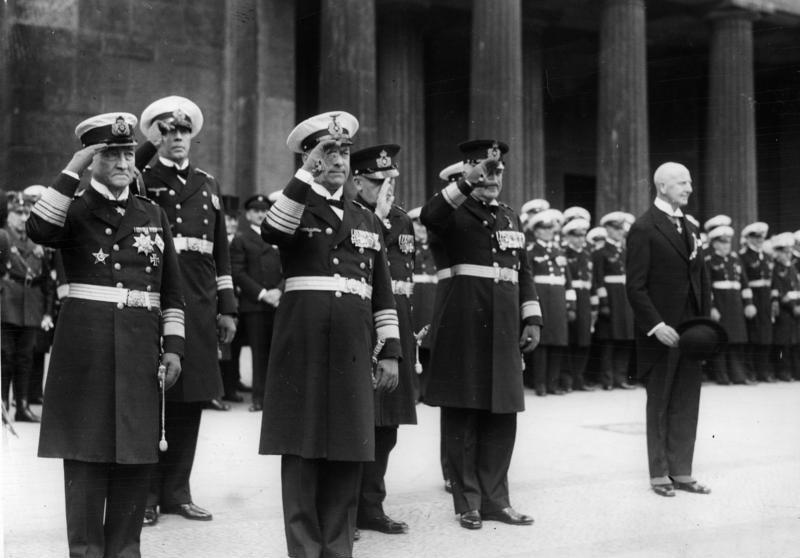
Der Chef der Marineleitung, Admiral Raeder, mit anderen Admiralen bei der Skagerrakfeier am 31. Mai 1935. Am nächsten Tag wurde die Reichsmarine in Kriegsmarine umbenannt

Anfang der 1930er Jahre hoffte die Marine, durch Teilnahme an der Londoner Flottenkonferenz 1930 und Erfolge bei der Genfer Abrüstungskonferenz, Lockerungen bei den Versailler Bestimmungen zu erlangen. Beides scheiterte an der harten Haltung Frankreichs, das weder der deutschen Teilnahme in London noch einem von Großbritannien in Genf vorgeschlagenen Kompromiss hinsichtlich der Stärke deutscher Streitkräfte zustimmte.
Als Reaktion auf das Scheitern des Genfer Kompromisses verkündete Reichswehrminister von Schleicher am 26. Juli 1932, dass sich Deutschland nicht mehr an die Beschränkungen des Versailler Vertrags gebunden fühle. Für die Marine genehmigte er noch im gleichen Jahr einen Umbauplan, der ihre Vergrößerung, den Ausbau der Bewaffnung über das bisher erlaubte Maß und insbesondere die Schaffung einer U-Boot-Waffe und einer Marineluftwaffe einschließlich eines Flugzeugträgers vorsah. Damit waren für die Reichsmarine noch vor dem Ende der Weimarer Republik die Voraussetzungen geschaffen, eine für die Verteidigungsaufgaben des Reichs angemessene Kampfkraft aufzubauen.
Am 30. Januar 1933 erfolgte die Machtergreifung Adolf Hitlers, der nach dem Tod des Reichspräsidenten Paul von Hindenburg am 2. August 1934 noch am gleichen Tag die gesamte Reichswehr auf seinen Namen vereidigen ließ und ihr Oberbefehlshaber wurde. Am 1. Juni 1935 wurde die Reichsmarine in Kriegsmarine umbenannt. Unmittelbar nachdem das deutsch-britische Flottenabkommen vom 18. Juni 1935 eine erhebliche Vergrößerung der Reichsmarine bis zu einer Tonnage von 35 Prozent der britischen Flotte erlaubte, begann die Vorbereitung für den Zweiten Weltkrieg.

## Verweise